# Sunbury, North Carolina
Sunbury är en ort i Gates County i delstaten North Carolina, USA.